# RTorrent
rTorrent es un cliente de BitTorrent en modo texto capaz de rivalizar con otros clientes de interfaz gráfica; en especial por su bajo consumo de recursos.
Está disponible para cualquier distribución GNU/linux y una implementación parcial para Mac OS

## Detalles técnicos
La biblioteca se diferencia de las demás realizaciones en su uso de la transferencia de datos mediante paginación de memoria, usando la función mmap() y la pila de red. En conexiones de banda ancha puede llegar a sembrar varias veces el número de ficheros que puede sembrar el cliente original BitTorrent.
Los paquetes de rTorrent están disponibles en varias distribuciones GNU/Linux y sistemas Unix-like, y se puede compilar y ejecutar en casi cualquier sistema operativo POSIX, como FreeBSD.
rTorrent usa ncurses y está preparado para usarse con screen o dtach; usa comandos como backspace para cargar un torrent, ctrl+S para comenzar, ctrl+K para parar y ctrl+D para pausar o, si ya está en pausa, parar, ctrl+D otra vez borra el torrent. Soporta salvar sesiones y permite al usuario añadir y eliminar torrents. También soporta la descarga parcial de torrents multifichero. En la versión 0.7.0 se implementó el soporte de cifrado. PEX, DHT y sembrado inicial fueron recientemente implementados en rTorrent.
rTorrent puede ser controlado vía XML-RPC sobre SCGI.